# Kadaňské mosty

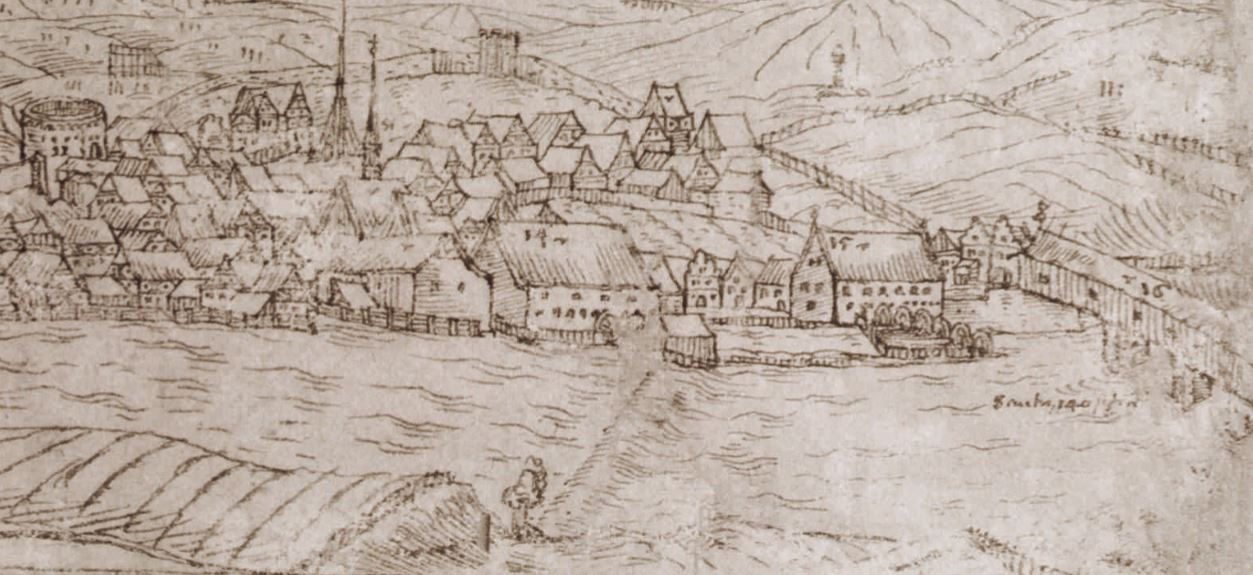

Město Kadaň je od počátků své historie neoddělitelně spjato s řekou Ohří, která jím protéká. Potřeba překračovat řeku z jednoho břehu na druhý vytváří samostatnou kapitolu městských dějin, totiž dějin kadaňských brodů a mostů.

## Historie

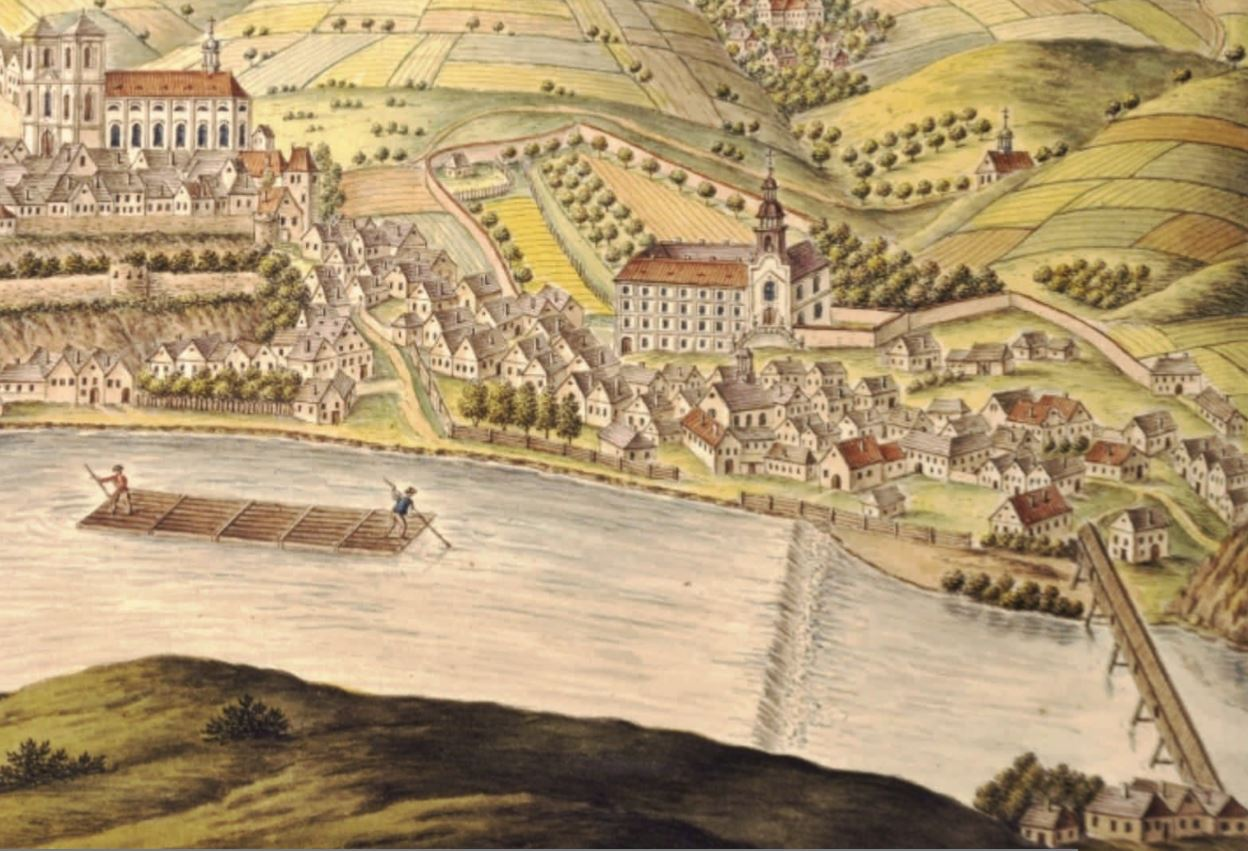

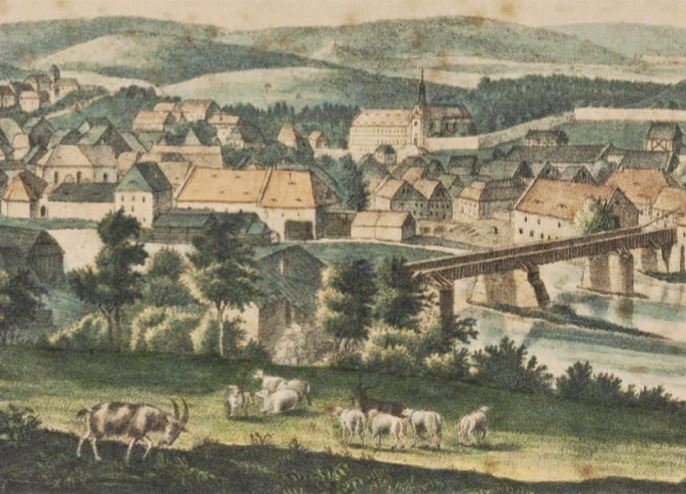

Podle tradice byly na historickém území města Kadaně k překonání řeky Ohře původně užívány čtyři brody. Takzvaný Starý brod, u kterého bývalo též přístaviště pro voraře, se nacházel přibližně v místech poblíž nynější ulice U Splitu. Horní brod u tzv. Horního jezu na Sedleckém předměstí bychom nalezli v okolí nynější Lázeňské ulice. Prostřední brod se nalézal před zaniklou Vodní branou původního městského opevnění na Starém Městě (nynější ulice Říční/Čechova). Poslední z historických kadaňských brodů, Dolní brod, byl poblíž kostela Stětí sv. Jana Křtitele na Špitálském předměstí.
Kadaňské brody značně nabyly na svém významu někdy v polovině 13. století, poté, co byla Kadaň povýšena na svobodné královské město a stala se důležitým obchodním centrem na kupecké stezce vedoucí dále směrem na Žatec a Prahu. Pro usnadnění překračování řeky Ohře byl následně vybudován první kadaňský most. Tento most byl dřevěný a spojoval Vodní bránu s tzv. Kostelním Dvorem na pravém břehu, kde se tehdy vlivem narůstající dopravy začalo nově utvářet další z kadaňských předměstí. Poprvé je most zmiňován roku 1327, kdy měšťan Henricus Czoboch se svou manželkou Sophií poukázali městu plat na opravy mostu. Z těchto peněz pak mohlo město čerpat finance na případné opravy mostu, kdyby byl například poškozen během povodní. Nedaleko mostu se nacházel také mlýn určený ke zpracování železné rudy. Tento mlýn v roce 1343 daroval Karel IV., tehdy markrabě moravský a správce Českého království, italskému velkopodnikateli Anastasiovi z Florencie, jenž působil v Čechách a ve Slezsku jako mincmistr. Most podlehl požáru v letech 1362 a 1407, znovu pak roku 1421 během tzv. husitských válek.
Nejpozději od roku 1477 se pak v testamentech kadaňských měšťanů objevují odkazy poskytující prostředky na opravu mostu přes řeku Ohři. Listinou ze dne 13. března 1485, vydanou v Kutné Hoře, pak obdržela Kadaň od krále Vladislava II. Jagellonského privilegium na výstavbu nového mostu, na němž mělo být za průjezd vybíráno mýtné. Panovník též výslovně Kadaňským v listině přikazuje: „když počnú ten most dělati, aby jej slušně kamenem dokonali.“ Nový most poté vznikl na místě původního mostu, tedy opět mezi Vodní branou a Kostelním Dvorem. Pravděpodobně se jednalo o most s dřevěnou konstrukcí na kamenných pilířích.
Později však bylo přemostění řeky Ohře přesunuto do míst u Dolního brodu, poblíž kostela Stětí sv. Jana Křtitele na Špitálském předměstí, tj. přibližně tam, kde se nachází současný silniční most. V roce 1528 byl i tento nově umístěný most opatřen kamennými pilíři, zbytek mostní konstrukce však byl i nadále zhotoven ze dřeva. Na levém břehu řeky Ohře jej uzavírala tzv. Mostní branka, fortifikační prvek kadaňského předměstského opevnění, která byla později nahrazena mýtným domkem. Na pravém břehu tehdy vzniklo několik domů označovaných jako tzv. Zámostí. Most býval pravidelně ohrožován jarními ledochody, které jej například roku 1551 úplně zatarasily a roku 1563 zase způsobily značné škody na městských jezech. Most byl jimi dále poškozen také v letech 1595, 1608 nebo 1658. Podle nařízení z roku 1579 si měšťané platili vlastní strážní oddíl, z něhož tři strážci vartovali právě na mostě přes Ohři, který býval tehdy označován jako tzv. Pražský most. V roce 1707 byla v prostoru mezi Pražským mostem a kamenným Bystřickým můstkem z 15. století vztyčena socha „mostního patrona“ sv. Jana Nepomuckého.
Domy na předmostí, na levém břehu řeky, byly označovány také jako tzv. Mostní čtvrť a tvořily součást Špitálského předměstí. V řece Ohři mezi Dolním jezem a Pražským mostem býval kdysi k vidění též tzv. Hladový kámen. V dobách největšího sucha tento kámen vyčníval nad hladinu řeky a německý nápis na něm varoval před hrozící špatnou úrodou, hladem a nedostatkem.
Dřevěná mostní konstrukce Pražského mostu trpěla především ve válečných časech, například v bojích se Švédy roku 1641 nebo roku 1742, kdy jej nejprve zničil požár a posléze byl rozebrán Francouzi. Roku 1642 obdrželo město Kadaň na dobu pěti let císařské privilegium k vybírání mostního cla, mýta, a toto privilegium pak bylo Kadaňským roku 1674 prodlouženo navěky. V roce 1782 však bylo právo na výběr mýta městu odebráno a poplatek byl opětovně nárokován státem. Mezi lety 1834 až 1945 vybíral však mostné ve prospěch města znovu pověřený městský úředník. Již roku 1770 byla část domů na předmostí zbořena z důvodu přestavby vjezdu do města. Od počátku 17. století až do roku 1835 byl most krytý, tj. opatřený střechou.
Nový ocelový most pojmenovaný Most Františka Josefa I. byl slavnostně otevřen dne 10. října 1880 a svému účelu sloužil až do počátku 60. let 20. století, kdy byl roku 1962 nahrazen současným silničním mostem. Roku 1903 byla uvedena do provozu regionální železniční trať Kadaň-Kaštice označovaná též jako tzv. Doupovská dráha, kterou tvoří také ocelový železniční most. Ten se nachází nedaleko od mostu silničního směrem po proudu řeky Ohře mezi Kadaní a Želinou. Řeku Ohři je od roku 1972 možné překonat také po hrázi vodní nádrže Kadaňský stupeň, která se nachází v místech pod františkánským klášterem Čtrnácti sv. Pomocníků. Po hrázi a dále po pravém břehu řeky Ohře vede cyklostezka mezi Kadaní a Kláštercem nad Ohří. Pro výstup na úroveň hráze z kadaňského Nábřeží Maxipsa Fíka byla jako součást tohoto nábřeží vybudována též unikátní pěší a cyklistická Lávka Víta Brandy.